# Spike Luu
Spike Luu (São Mateus, 17 de junho de 1992), nome artístico de Lucas de Jesus Ferreira, é um diretor, roteirista, ator e produtor brasileiro. Ele se destaca por suas produções que exploram a diversidade racial, a resistência social e o empoderamento. Spike é premiado como cineasta e teve a sua obra exibida em diversos festivais ao redor do mundo.

## Biografia
Spike Luu iniciou sua trajetória no universo cinematográfico ainda na juventude, sendo influenciado pelas vivências da periferia e pela luta por representatividade. Ele fundou a produtora audiovisual Cinemas Possíveis com a intenção de criar um espaço para narrativas que frequentemente ficam à margem do cinema mainstream. A partir de sua base em São Mateus, ele conseguiu expandir sua carreira e se estabelecer como uma das vozes emergentes do cinema brasileiro contemporâneo, com um olhar para questões raciais, culturais e sociais do Brasil.

## Carreira
Spike Luu realizou produções cinematográficas como o curta-metragem Quantos Mais? (2021) protagonizado por Wesley Guimarães e Heraldo de Deus, que foi finalista no Grande Prêmio do Cinema Brasileiro e ganhador do prêmio, por Júri Popular, de melhor curta-metragem na 25ª edição do Florianópolis Audiovisual Mercosul (FAM), e discutiu temas de resistência social e luta pela justiça. Além disso, produziu e dirigiu filmes como Eu Não Sou Branco, Eu Sou Preto! (2020), que abordam a desconstrução de estigmas raciais e a construção de identidade, e Ela Pode Tudo (2023), um manifesto de empoderamento feminino.

## Prêmios e reconhecimento
Seu curta-metragem Quantos Mais? (2021) foi finalista no 22° Grande Prêmio do Cinema Brasileiro e recebeu o prêmio de melhor filme pelo Júri Popular no 25° Florianópolis Audiovisual Mercosul (FAM). Spike Luu é membro da comunidade Forbes Black.